# Virsliga 1996
La Virsliga 1996 fue la sexta edición del torneo de fútbol a nivel de clubes más importante de Letonia tras su independencia de la Unión Soviética y que contó con la participación de 10 equipos.
El Skonto FC fue el campeón por sexto año consecutivo.

## Primera Ronda

### Posiciones
| Pos. | Equipo          | Pts. | PJ | G  | E | P  | GF | GC | Dif. | Clasificación       |
| ---- | --------------- | ---- | -- | -- | - | -- | -- | -- | ---- | ------------------- |
| 1    | Skonto          | 47   | 18 | 15 | 2 | 1  | 74 | 9  | +65  | Ronda de Campeonato |
| 2    | Daugava Rīga    | 43   | 18 | 13 | 4 | 1  | 41 | 11 | +30  | Ronda de Campeonato |
| 3    | Dinaburg        | 32   | 18 | 9  | 5 | 4  | 30 | 19 | +11  | Ronda de Campeonato |
| 4    | Baltika Liepāja | 28   | 18 | 8  | 4 | 6  | 23 | 21 | +2   | Ronda de Campeonato |
| 5    | Universitāte    | 26   | 18 | 7  | 5 | 6  | 24 | 29 | −5   | Ronda de Campeonato |
| 6    | Starts          | 20   | 18 | 5  | 5 | 8  | 20 | 35 | −15  | Ronda de Campeonato |
| 7    | Vairogs         | 18   | 18 | 5  | 3 | 10 | 19 | 32 | −13  | Ronda de Descenso   |
| 8    | Lokomotīve      | 17   | 18 | 4  | 5 | 9  | 18 | 31 | −13  | Ronda de Descenso   |
| 9    | Skonto/Metāls   | 9    | 18 | 2  | 3 | 13 | 9  | 38 | −29  | Ronda de Descenso   |
| 10   | Jūrnieks        | 9    | 18 | 1  | 6 | 11 | 11 | 44 | −33  | Ronda de Descenso   |

 Fuente: rsssf.com

### Partidos
| Local \ Visitante | BAL | DAU | DIN | JŪR | LOK | SKO | SKM | STA | UNI  | VAI |
| ----------------- | --- | --- | --- | --- | --- | --- | --- | --- | ---- | --- |
| Baltika Liepāja   |     | 0–1 | 0–3 | 4–0 | 2–3 | 0–1 | 1–0 | 1–0 | 1–2  | 3–1 |
| Daugava Rīga      | 1–1 |     | 2–2 | 7–0 | 1–0 | 0–1 | 3–0 | 2–1 | 2–1  | 2–0 |
| Dinaburg          | 1–1 | 1–2 |     | 2–0 | 2–0 | 0–4 | 1–2 | 5–0 | 0–0  | 4–0 |
| Jūrnieks          | 2–2 | 0–3 | 0–0 |     | 1–1 | 0–4 | 1–0 | 0–0 | 4–4  | 0–2 |
| Lokomotīve        | 1–2 | 1–5 | 0–1 | 2–1 |     | 0–5 | 1–0 | 2–2 | 1–1  | 1–0 |
| Skonto            | 5–0 | 3–3 | 7–0 | 5–0 | 3–2 |     | 4–1 | 4–0 | 11–1 | 6–0 |
| Skonto/Metāls     | 0–2 | 0–4 | 0–2 | 1–1 | 1–0 | 0–5 |     | 2–2 | 1–2  | 0–3 |
| Starts            | 0–2 | 0–0 | 0–4 | 4–1 | 1–1 | 2–1 | 2–1 |     | 0–2  | 3–6 |
| Universitāte      | 0–1 | 0–1 | 1–1 | 2–0 | 2–1 | 0–0 | 4–0 | 0–1 |      | 0–3 |
| Vairogs           | 0–0 | 0–2 | 0–1 | 1–0 | 1–1 | 0–5 | 0–0 | 1–2 | 1–2  |     |

## Ronda de Campeonato

### Posiciones
| Pos. | Equipo          | Pts. | PJ | G  | E | P  | GF | GC | Dif. | Clasificación                                 |
| ---- | --------------- | ---- | -- | -- | - | -- | -- | -- | ---- | --------------------------------------------- |
| 1    | Skonto (C)      | 73   | 28 | 23 | 4 | 1  | 98 | 12 | +86  | Primera Ronda Clasificatoria Champions League |
| 2    | Daugava Rīga    | 61   | 28 | 18 | 7 | 3  | 61 | 18 | +43  | Primera Ronda Clasificatoria UEFA Cup         |
| 3    | Dinaburg        | 47   | 28 | 13 | 8 | 7  | 53 | 31 | +22  | Clasificatoria Cup Winners' Cup               |
| 4    | Universitāte    | 39   | 28 | 11 | 6 | 11 | 37 | 45 | −8   | Fase de Grupos Intertoto Cup                  |
| 5    | Baltika Liepāja | 38   | 28 | 11 | 5 | 12 | 32 | 44 | −12  |                                               |
| 6    | Starts (D)      | 23   | 28 | 6  | 5 | 17 | 26 | 69 | −43  | Disuelto al terminar la temporada             |

 Fuente: rsssf.com

### Partidos
| Local \ Visitante | BAL | DAU | DIN | SKO | STA | UNI |
| ----------------- | --- | --- | --- | --- | --- | --- |
| Baltika Liepāja   |     | 0–5 | 2–0 | 0–2 | 3–1 | 0–4 |
| Daugava Rīga      | 3–1 |     | 0–0 | 1–1 | 3–0 | 0–1 |
| Dinaburg          | 3–0 | 1–1 |     | 1–1 | 7–0 | 2–1 |
| Skonto            | 3–0 | 1–0 | 3–1 |     | 4–0 | 6–0 |
| Starts            | 0–1 | 1–4 | 2–8 | 0–2 |     | 1–0 |
| Universitāte      | 2–2 | 1–3 | 2–0 | 0–1 | 2–1 |     |

## Ronda de Descenso

### Posiciones
| Pos. | Equipo            | Pts. | PJ | G  | E | P  | GF | GC | Dif. | Descenso                              |
| ---- | ----------------- | ---- | -- | -- | - | -- | -- | -- | ---- | ------------------------------------- |
| 7    | Lokomotīve        | 39   | 30 | 10 | 9 | 11 | 38 | 45 | −7   |                                       |
| 8    | Vairogs           | 33   | 30 | 9  | 6 | 15 | 37 | 54 | −17  |                                       |
| 9    | Skonto/Metāls (D) | 27   | 30 | 7  | 6 | 17 | 25 | 53 | −28  | Ronda de Playoff                      |
| 10   | Jūrnieks (D)      | 20   | 30 | 4  | 8 | 18 | 25 | 61 | −36  | Descenso a la Primera Liga de Letonia |

 Fuente: rsssf.com

### Partidos
| Local \ Visitante | JŪR | LOK | SKM | VAI |
| ----------------- | --- | --- | --- | --- |
| Jūrnieks          |     | 0–2 | 0–2 | 2–3 |
| Lokomotīve        | 2–1 |     | 1–1 | 1–2 |
| Skonto/Metāls     | 0–1 | 1–4 |     | 1–2 |
| Vairogs           | 1–1 | 1–1 | 2–1 |     |

| Local \ Visitante | JŪR | LOK | SKM | VAI |
| ----------------- | --- | --- | --- | --- |
| Jūrnieks          |     | 1–2 | 1–2 | 5–1 |
| Lokomotīve        | 1–0 |     | 0–2 | 3–2 |
| Skonto/Metāls     | 0–0 | 2–2 |     | 3–2 |
| Vairogs           | 1–2 | 1–1 | 0–1 |     |

## Playoff
Los partidos se jugaron 29 de octubre y 3 de noviembre de 1996.
| Equipo 1      | Agr. | Equipo 2 | Ida | Vuelta |
| ------------- | ---- | -------- | --- | ------ |
| Skonto/Metāls | 1–2  | Valmiera | 1–0 | 0–2    |

## Goleadores
| # | Nombre              | Club            | Goles |
| - | ------------------- | --------------- | ----- |
| 1 | Mihails Miholaps    | FK Daugava Rīga | 33    |
| 2 | Aleksandr Pindeyev  | Skonto FC       | 17    |
| 3 | Vladimirs Babičevs  | Skonto FC       | 16    |
| 3 | Juris Karašausks    | Dinaburg FC     | 16    |
| 5 | Aleksandrs Fedotovs | Dinaburg FC     | 13    |

## Premios
| Mejor | Nombre             | Club            |
| ----- | ------------------ | --------------- |
| ARQ   | Raimonds Laizāns   | Skonto FC       |
| DEF   | Jurijs Ševļakovs   | Skonto FC       |
| VOL   | Vitālijs Astafjevs | Skonto FC       |
| DEL   | Mihails Miholaps   | FK Daugava Rīga |